# Breitenbach am Herzberg
Breitenbach am Herzberg (ufficialmente Breitenbach a. Herzberg) è un comune tedesco di 1 714 abitanti,, situato nel land dell'Assia.